# Les Rencontres du Papotin
Les Rencontres du Papotin est une émission de télévision française où une personnalité répond à des questions de journalistes non-professionnels porteurs d'un trouble du spectre autistique. L'échange est animé par Julien Bancilhon, rédacteur en chef de la publication et psychologue.
Elle est diffusée en France depuis le 3 septembre 2022 certains samedis à 20 h 30 sur France 2, après le journal de 20 heures. Elle est rediffusée en Belgique depuis le 5 octobre 2023 le dimanche à 14 h sur La Une, sans respecter l'ordre original de diffusion.
L'émission adapte le journal Le Papotin sur l'idée des réalisateurs Éric Toledano et Olivier Nakache, en invitant une personnalité médiatique face aux journalistes de la rédaction du journal.

## Production
Entre les premières idées et la première diffusion, il s'est écoulé trois ans de réflexions et d'essais infructueux pour trouver une formule en accord avec l'esprit du journal et de sa rédaction.
Julien Bancilhon, son rédacteur en chef, commente :

« Au début, on a eu du mal à se rencontrer, c'était cordial mais ça ne marchait pas. Le Papotin, c'est un joyeux bordel, difficile à cadrer. Monter une émission en claquant des doigts, faire un truc carré avec un plateau, des questions précises et répétées, un temps de parole précis pour chacun, ça ne marche pas ici. »

Les tournages durent trois heures quand l'émission finale ne dure que trente minutes environ.

## Saison 1 (2022-2023)

### Audiences
| No | Date de diffusion | Invité(e)        | Nombre de téléspectateurs | Part de marché sur les 4 ans et plus | Réf     |
| -- | ----------------- | ---------------- | ------------------------- | ------------------------------------ | ------- |
| 1  | 3 septembre 2022  | Gilles Lellouche | 3 300 000                 | 20 %                                 | [ a 1 ] |
| 2  | 8 octobre 2022    | Camille Cottin   | 2 720 000                 | 14,6 %                               | [ a 2 ] |
| 3  | 19 novembre 2022  | Julien Doré      | 3 100 000                 | 16 %                                 | [ a 3 ] |
| 4  | 7 janvier 2023    | Emmanuel Macron  | 4 540 000                 | 22,5 %                               | [ a 4 ] |
| 5  | 4 mars 2023       | Virginie Efira   | 3 240 000                 | 17,2 %                               | [ a 5 ] |
| 6  | 22 avril 2023     | Josiane Balasko  | 3 310 000                 | 18,4 %                               | [ a 6 ] |
| 7  | 20 mai 2023       | Angèle           | 2 690 000                 | 16 %                                 | [ a 7 ] |
| 8  | 24 juin 2023      | Thomas Pesquet   | 2 420 000                 | 17,2 %                               | [ a 8 ] |

Légende
- Les plus hauts chiffres d'audience

## Saison 2 (2023-2024)

### Audiences
| No | Date de diffusion | Invité(e)           | Nombre de téléspectateurs | Part de marché sur les 4 ans et plus | Réf      |
| -- | ----------------- | ------------------- | ------------------------- | ------------------------------------ | -------- |
| 1  | 2 septembre 2023  | Jonathan Cohen      | 2 510 000                 | 15,4 %                               | [ a 9 ]  |
| 2  | 7 octobre 2023    | Juliette Armanet    | 2 750 000                 | 15,4 %                               | [ a 10 ] |
| 3  | 4 novembre 2023   | Dany Boon           | 3 950 000                 | 20,3 %                               | [ a 11 ] |
| 4  | 2 décembre 2023   | Christiane Taubira  | 2 810 000                 | 15,2 %                               | [ a 12 ] |
| 5  | 6 janvier 2024    | Adèle Exarchopoulos | 3 230 000                 | 16,3 %                               | [ a 13 ] |
| 6  | 10 février 2024   | François Cluzet     | 3 230 000                 | 17,8 %                               | [ a 14 ] |
| 7  | 9 mars 2024       | Ginette Kolinka     | 2 770 000                 | 15,2 %                               | [ a 15 ] |
| 8  | 6 avril 2024      | Philippe Etchebest  | 2 960 000                 | 17,4 %                               | [ a 16 ] |
| 9  | 4 mai 2024        | Benoît Magimel      | 3 070 000                 | 17,5 %                               | [ a 17 ] |

Légende
- Les plus hauts chiffres d'audience

## Saison 3 (2024-2025)

### Audiences
| No | Date de diffusion | Invité(e)                                     | Nombre de téléspectateurs | Part de marché sur les 4 ans et plus | Réf      |
| -- | ----------------- | --------------------------------------------- | ------------------------- | ------------------------------------ | -------- |
| 1  | 7 septembre 2024  | Philippe Katerine                             | 2 250 000                 | 13,6 %                               | [ a 18 ] |
| 2  | 5 octobre 2024    | Antoine Dupont                                | 3 270 000                 | 18,6 %                               | [ a 19 ] |
| 3  | 9 novembre 2024   | Clara Luciani                                 | 3 120 000                 | 17,4 %                               | [ a 20 ] |
| 4  | 11 janvier 2025   | Matthieu Ricard                               | 3 320 000                 | 18,7 %                               | [ a 21 ] |
| 5  | 8 février 2025    | Marion Cotillard                              | 3 310 000                 | 18,7 %                               | [ a 22 ] |
| 6  | 8 mars 2025       | Omar Sy                                       | 3 590 000                 | 21 %                                 | [ a 23 ] |
| 7  | 5 avril 2025      | Charlotte Gainsbourg                          | 3 020 000                 | 19,9 %                               | [ a 24 ] |
| 8  | 23 mai 2025       | Diane Kruger, Élodie Bouchez, Raphaël Quenard | 2 440 000                 | 14,7 %                               | [ a 25 ] |
| 9  | 7 juin 2025       | Benjamin Lavernhe                             | 2 270 000                 | 14,9 %                               | [ a 26 ] |
| 10 | 12 juillet 2025   | Claude Lelouch                                | 2 540 000                 | 19,4 %                               | [ a 27 ] |

Légende
- Les plus hauts chiffres d'audience

## Adaptations à l'étranger
L'émission est vendue à l'international sous le titre The A Talk.
Elle est adaptée dans plusieurs pays : au Danemark (En Særlig Samtale), en Espagne (100% Unicos) et en Pologne (Autentyczni) en 2023, puis au Royaume-Uni (The Assembly) et en Suède (Frågan är fri) en 2024 et aux Pays-Bas (Een buitengewoon gesprek) en 2025.
Une adaptation en a débuté en février 2025.
Une adaptation australienne est prévue.